# Karkonosze Nationalpark
Karkonosze Nationalpark (polsk: Karkonoski Park Narodowy) er en nationalpark i Karkonosze-bjergene (Riesengebirge) i Sudeterne i det sydvestlige Polen langs grænsen til Tjekkiet.
Parken ligger i Nedre Schlesiske Voivodeship, i den højeste del af Sudeterne. Den blev oprettet i 1959 og omfattede da et område på 55.10 km². I dag er den lidt større på 55,76 km², hvoraf 17.18 km² er strengt beskyttet. Størstedelen af parkområdet omkring 33,80 km², består af skove. I 1992 blev Karkonosze Nationalpark, sammen med den nærliggende tjekkiske Krkonoše Nationalpark, en del af Krkonose / Karkonosze biosfærereservat under UNESCO ’s Menneske og biosfære-program. 40 hektar tørvemoser blev også udpeget som et internationalt vådområde under Ramsarkonventionen.

## Geografi
Karkonosze-bjergene er det højeste område af de meget bredere Sudeterbjerge, der strækker sig vandret fra det sydvestlige Polen langs den nordlige grænse af Tjekkiet til det østlige Tyskland. Dens højeste top er Śnieżka på 1.602 moh. og danner en trekant med (tilsvarende lydende) Nieżnik, 1.424 moh. samt Ślęża-toppen, længere væk. De er forbundet med en vandresti, kun for trænede turister.  De karakteristiske træk ved landskabet er iskedlerne med sten og damme skjult indeni. Forvitrede granitklipper formet som svampe kan også findes på bjergsiderne.
Krkonose / Karkonosze-bjergene ligger ved det europæiske vandskel mellem bassinerne til to store floder – Elben og Oder – hvilket betyder, at det også adskiller bassinerne i Østersøen og Nordsøen . Mange af Karkonoszes vandløb kommer ned ad bakkerne og skaber vandfald, hvoraf den største i den polske del af bjergene (300 m) er skabt af Łomniczka-strømmen.
Der yngler omkring 100 forskellige arter af fugle i parken. Parken huser fire fiskearter, seks padder og fem krybdyrarter. Parkens attraktion er moufloner, bragt hertil i begyndelsen af det 20. århundrede.
Karkonosze Nationalpark besøges af mere end 1,5 millioner turister årligt. Der er 112 kilometer vandrestier, 10 skilifte og 12 pensionater. Parken har sit hovedkvarter i byen Jelenia Góra.

## Galleri
- Strzecha Akademicka
- Kamieńczyk vandfald
- Czarcia Ambona
- Czeska Kładka
- Mugo
- Samotnia bjerghytte
- Śnieżka-bjerget
- Mały Staw
- Czarny Kocioł Jagniątkowski